# Гуґо фон Гофмансталь
Гуґо-Лауренц-Гофман фон Гофмансталь (нім. Hugo Laurenz Hoffmann von Hofmannsthal, нар. 1 лютого 1874, Відень — пом. 15 липня 1929, Родаун) — австрійський письменник, поет, драматург, виразник ідей декадентства в австрійській літературі кінця XIX століття — початку XX століття.

## Біографія
Походив з заможної дворянської родини, по батькові — італійського походження. Блискучий гімназист, поліглот і книжник, дебютував віршами 1890 року. Тоді ж познайомився з Артуром Шніцлером, в 1891 — з Генріком Ібсеном і Стефаном Георге, до літературної групи якого — «Листки мистецтва», Гофмансталь приєднався відразу після знайомства. На сторінках журналу пропагував ідею мистецтва заради мистецтва.
Багато подорожував Європою, найчастіше — на велосипеді. Вивчав право і романську філологію (1895–1898) в Віденському університеті, разом зі Шніцлером належав до столичної літературної групи Молодий Відень (створена у 1890 році). У 1898 році познайомився з Ріхардом Штраусом, для якого написав кілька оперних лібрето («Кавалер троянди», 1911; «Аріадна на Наксосі», 1913; «Жінка без тіні», 1919, та інші), в 1899 — з Рільке, в 1902 — з Рудольфом Касснером. Автор сценічних обробок трагедій Софокла, Евріпіда, драм Кальдерона, комедій Мольєра, багато років співпрацював з режисером Максом Рейнхардтом.
У роки Першої світової війни служив у інтендантському відомстві. Згодом займався журналістикою.
Одружився з Ґертрудою Шлезінґер. У шлюбі народилося троє дітей: у 1902 р. Крістіана, в 1903 р. Франц і в 1906 р. Раймунд. Мав складні стосунки із старшим сином Францом. Зрештою, 13 липня 1929 р. 26-літній Франц застрелився у своїй кімнаті. Через два дні після самогубства сина Гофмансталь помер у своїй приміській садибі від крововиливу в мозок. Похований поруч із Францом. Згідно із заповітом Гофмансталя поховали у рясі монаха-францисканця. 

## Творчість
Найвизначніший драматург австрійського та європейського символізму, автор кількох книг імпресіоністичних віршів, есе про літературу та національну культуру, великої і малої прози (з якої найбільш відома новела-містифікація «Лист лорда Чандоса», 1902).
Будучи декадентом-символістом, сам Гофмансталь любив називати себе неоромантиком. Характер його творів, їхня ліричність і драматичність практично не зазнали змін з роками, а поетичний стиль відрізнявся музикальністю рим..
У роботі «Поет і наш час» (нім. Der Dichter und diese Zeit), написаній 1907 року, Гофмансталь намагався філософськи обґрунтувати ідеї неоромантизму, їх антиреалістичність. Він приходить до висновку, що для поета важливий тільки «світ відносин і почуттів, що пов'язують».

### Драми
- Gestern/ Вчора (1891)
- Der Tor und der Tod/ Дурень і Смерть (1893)
- Die Frau im Fenster/ Жінка у вікні (1899)
- Der Tod des Tizian/ Смерть Тіціана (1901)
- Der Abenteurer und die Sängerin/ Авантюрист і співачка (1905)
- Das gerettete Venedig/ Врятована Венеція (1905, за драмою Томаса Отуея, 1682)
- Ödipus und die Sphinx/ Едіп і сфінкс (1906)
- Jedermann / Імярек (1911)
- Der Schwierige/ Важкий характер (1921)
- Das Salzburger grosse Welttheater/ Великий Зальцбурзький театр життя (1922)
- Der Turm / Башта (1925)

### Лібрето
- Elektra/ Електра (1904, опера Р. Штрауса 1908)
- Der Rosenkavalier / Росенкавалер (1909) / (1910)
- Ariadne auf Naxos / Аріадна на Наксос (1911)
- Die Frau ohne Schatten / Жінка без тіні (1913)
- Die ägyptische Helena / Єгипетська Хелена (1923)
- Arabella / Арабелла (1927)

### Наративів і фіктивні бесіди
- Das Märchen der 672. Nacht / Казка про 672-й ніч (1895)
- Reitergeschichte / Історія гонщика (1899)
- Ein Brief / Лист (1902)
- Lucidor. Figuren zu einer ungeschriebenen Komödie / Lucidor. Фігурки до неписаної комедії (1910)
- Das fremde Mädchen / Дивна дівчина (1911)
- Die Frau ohne Schatten / Жінка без тіні (1919)
- Reise im nördlichen Afrika / Подорож у північній Африці (1925)

### Незакінчений роман
- Andreas oder Die Vereinigten / Андреас або померти об'єднаний (1907) — (1927)

### Нариси, виступи та прозові твори
- Zur Physiologie der modernen Liebe / Про фізіологію сучасної любові (1891)
- Poesie und Leben / Поезія та життя (1896)
- Appell an die oberen Stände / Звернення до верхніх рівнів (1914)
- Krieg und Kultur / Війна та культура (1915)
- Österreich im Spiegel seiner Dichtung / Австрія у дзеркалі своєї поезії (1916)
- Preuße und Österreicher / Прусці та австрійці (1917)
- Die Idee Europa / Ідея Європи (1917)
- Buch der Freunde, Aphorismen / Книга Друзів (Афоризми) (1922)
- Früheste Prosastücke / Найстаріші твори прозі (1926)
- Das Schrifttum als geistiger Raum der Nation / Література як духовний простір нації (1927)

### поезія
- Spaziergang / ходити (1893)
- Ballade des äusseren Lebens / Балада зовнішнього життя (1894)
- Gedichte in Terzinen / Вірші в терзіне (1894)
- Traum von großer Magie / Мрія великої магії (1896)

## Українські переклади
Із Гофмансталем був знайомий І. Крушельницький, котрий з дозволу автора переклав і уклав збірку його творів «Лірика». Окремі сонети Гофмансталя переклав Д. Павличко.
Українською мовою перекладено:
- Він і вона: [Вірш] / Перекл. І. Крушельницький // ЛНВ. — 1928. — Т. 96. — Кн. 5. — С. 80.
- Пережите: [Вірш] / Перекл. Ю. Клен // Дзвони. — 1939. -Ч. 1/2. — С. 10-11.
- Пісня мандрівки: [Вірш] / Перекл. І. Крушельницький // ЛНВ. — 1926. — Т. 89. — Кн. 3. — С. 271.